# Kuno Winn
Kuno Winn (* 7. März 1945 in Pasewalk/Vorpommern) ist ein deutscher Politiker (ehemals CDU, FDP). Von 1994 bis 2008 war er Mitglied des Niedersächsischen Landtages.

## Leben
Nach seinem Abitur 1968 an der Abendschule für Berufstätige in Göttingen studierte er Humanmedizin an der Georg-August-Universität Göttingen. 1973 bestand er das Staatsexamen. Winn schrieb seine Dissertation am Göttinger Max-Planck-Institut für experimentelle Medizin. Die Promotion erfolgte ebenfalls 1973. Die Approbation erhielt Winn 1975. Anschließend war Winn als Stabsarzt für die Bundeswehr tätig. Nach der Zeit als Assistenzarzt an der Medizinischen Hochschule Hannover arbeitete er von 1977 bis 1993 als niedergelassener praktischer Arzt und ab 1993  bis 2012 als Facharzt für Allgemeinmedizin.
Winn war im Wintersemester 1986/1987 als Lehrbeauftragter für Allgemeinmedizin an der Universität Marburg tätig. Von 1998 bis 2014 war er Dozent für Gesundheitspolitik an der Hochschule Magdeburg-Stendal in Magdeburg. Am 8. Januar 2009 wurde er vom Kultusminister des Landes Sachsen-Anhalt zum Honorarprofessor für Gesundheitsökonomik und Gesundheitspolitik bestellt. Zusätzlich ist Winn seit dem Wintersemester 2003 Lehrbeauftragter für Allgemeinmedizin an der Medizinischen Hochschule Hannover.
Er ist in 4. Ehe verheiratet und hat zwei Kinder (1. und 2. Ehe).

## Politik
Winn war seit 1981 Mitglied der CDU. Er war Mitglied im Vorstand des CDU-Kreisverbandes Hannover-Stadt sowie im CDU-Bezirksverband Hannover. Er war darüber hinaus Vorsitzender des Landesfachausschusses „Ärzte“ der CDU Niedersachsen.
Von 1994 bis 2008 gehörte er dem Landtag Niedersachsen an und war dort gesundheitspolitischer Sprecher der CDU-Landtagsfraktion. Von 2003 bis 2008 war er zudem stellvertretender Vorsitzender des Ausschusses für Wissenschaft und Kultur. Außerdem war er Mitglied des Ältestenrates.
Bei der Landtagswahl 2008 unterlag Kuno Winn im neu zugeschnittenen Wahlkreis Hannover-Linden dem SPD-Kandidaten Wolfgang Jüttner. Auch über Platz 22 der Landesliste erreichte er kein Landtagsmandat. Winn trat im September 2009 aus der CDU aus und wurde Mitglied der FDP aus der er 2010 enttäuscht wieder austrat.
Später gründete er „Die Seniorenpartei Deutschlands“, deren Vorsitz er übernahm. 2018 wurde die Partei aufgelöst.

## Verbandstätigkeiten
Winn war von 1996 bis 1997 Vorsitzender der Hilfsorganisation CARE Deutschland. Vom 30. Oktober 2005 bis zum 30. Oktober 2011 war er Vorsitzender des Ärzteverbandes Hartmannbund. Winn war der Initiator der großen bundesweiten Ärzteproteste 2006 in Berlin.